# المرأة في مدغشقر

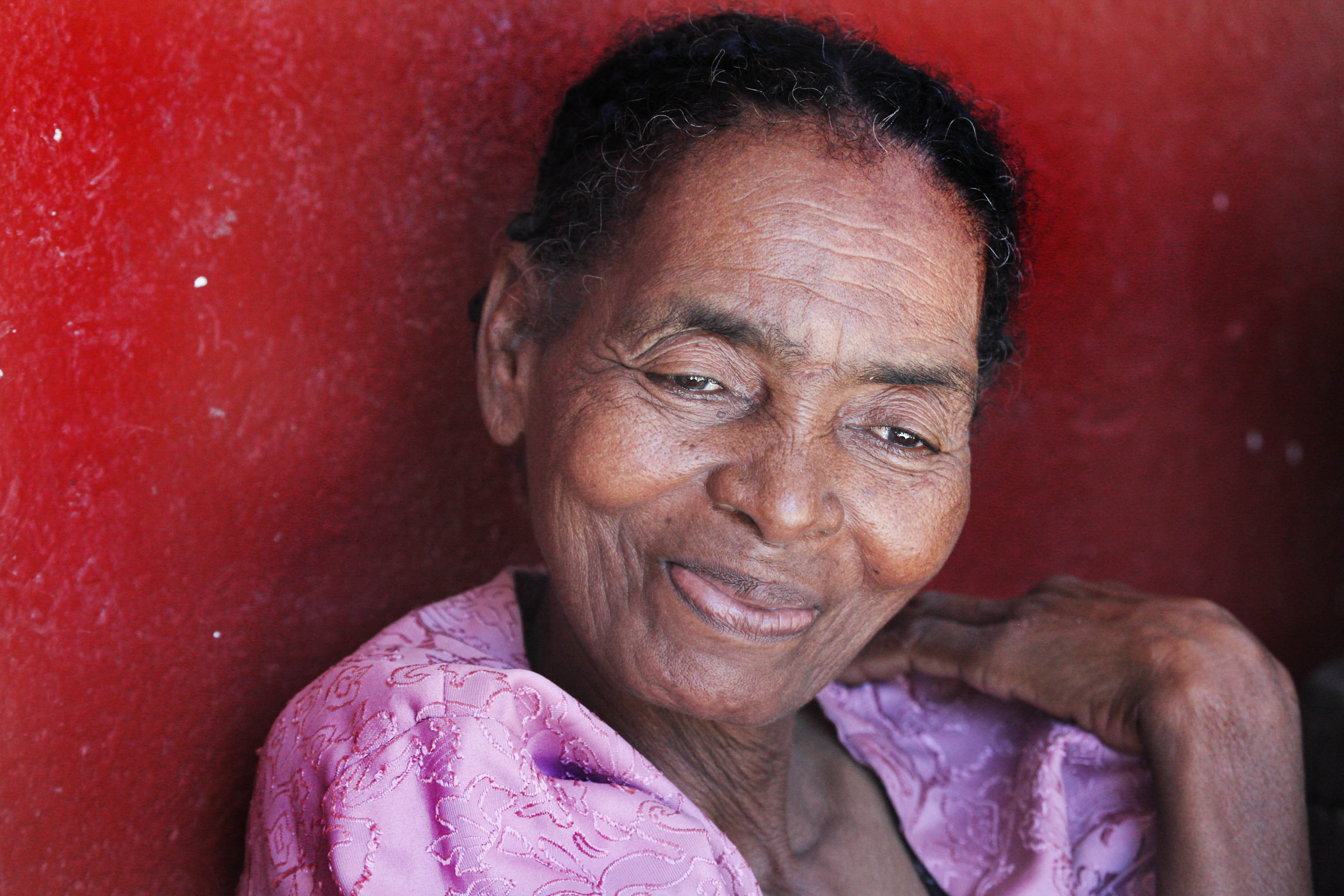
سيدة ملغاشية عجوز

المرأة في مدغشقر أو المرأة المدغشقرية أو الملغاشية بشكل عام تعيش عمراً أطول من الرجل، وتتزوج في سن صغيرة، وتقليدياً هي تابعة لزوجها، وثلث النساء في مدغشقر تضع طفلها الأول قبل التاسعة عشرة من عمرها، ومن تريد تأخير الإنجاب لفترة ما قد لا تستطيع الحصول على وسائل منع الحمل، والإجهاض أمر شائع؛ إذ تعرضت له 24% من النساء في مدغشقر. وعلى الرغم من أنهن -بحسب الدستور- متساويات بالرجال، إلا أنهن يحظين بحقوق ملكية وفرص عمل غير متكافئة في مناطق معينة.

## الصحة
يعد مأمول العمر لدى النساء في مدغشقر أعلى منه لدى الرجل؛ فالمتوسط يبلغ 61.3 للنساء و57.7 للرجال في 2010. كما أن نسبة النساء أعلى من الرجال؛ إذ تمثل النساء 50.3% من تعداد السكان عام 2010 والبالغ 19,669,953 نسمة.
والأنيميا (فقر الدم) شائعة بين النساء في مدغشقر؛ إذ تعاني 36% من النساء منها بدرجات متفاوتة، بسيطة في الغالب، لكن نسب انتشارها قد انخفضت في السنوات الأخيرة. وانتشار فيروس نقص المناعة البشرية أو الإيدز في مدغشقر أقل من المتوسط بالنسبة لأفريقيا، فالمعدل في مدغشقر 1%، والنساء الحوامل لديهن معدلات أقل، لكن معدلات انتشار الأمراض المنقولة جنسياً خاصةً السيلان مرتفع.

## الحياة الأسرية

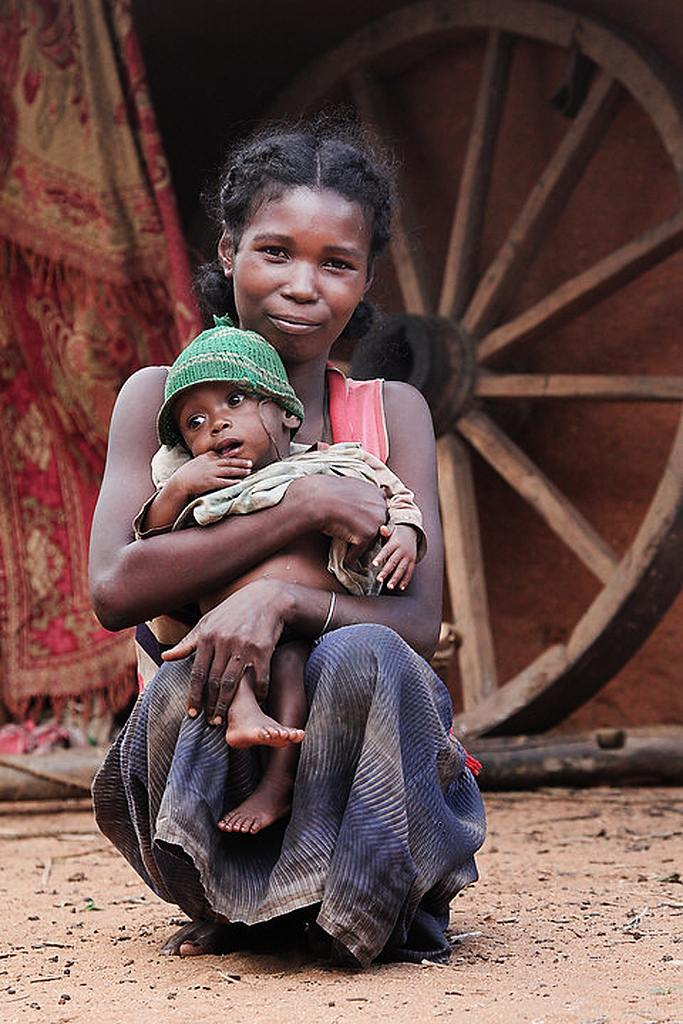
امرأة ملغاشية مع طفلها

الحد الأدنى لسن الزواج للفتاة في مدغشقر هو 14 عاماً، وهو أقل منه لدى الذكور. وقبل سن 18 عاماً يتطلب الزواج موافقة والدي الفتاة فقط، بينما الفتاة الأكبر من 18 عاماً يجب أن تدلي بموافقتها. وطبقاً للأمم المتحدة فإن 34% من الفتيات من سن 15 حتى 19 عاماً في مدغشقر متزوجات. وتعدد الزوجات ممنوع، لكنه يحدث، والثقافة أبوية تقليدية.

## الخصوبة
على الرغم من أن معدل الخصوبة الكلي في مدغشقر يشهد انخفاضاً، إلا أن الزخم السكاني يضمن زيادة أعداد المواليد، ومن المتوقع أن هذا التأثير سوف يهدأ خلال 30 عاماً. وثلث الملغاشيات تحت سن 19 عاماً لديهن طفل واحد على الأقل، وفي معظمهن تكون الرضاعة الطبيعية، وبنسبة 51% تعتمد على الرضاعة الطبيعية فقط لستة أشهر.
وعلى الرغم من أن استخدام وسائل منع الحمل في ازدياد (عن طريق الفم أو الحقن)، إلا أنها ليست كافية. تستخدم 1.5% فقط من النساء وسائل منع الحمل المغروسة. يصل معدل الإجهاض إلى 1 لكل 10 نساء، وخضعت 24% من النساء لإجهاض. و15% من النساء اللواتي يردن استخدام وسائل منع الحمل لا يستطعن التوصل إلى مبادرات تنظيم الأسرة، وفي أغلب الحالات يقرر الزوج ما الذي ينبغي فعله. ويرى البعض (9% من الرجال و8% من النساء) أنه يجوز للرجل أن يضرب زوجته إذا رفضت ممارسة الجنس.
وقد أثر التعليم وقد كان للتعليم أثره على معدل وفيات الرضع في مدغشقر؛ فوفقاً لماريان شارب وأيوانا كروز من البنك الدولي لوحظ أن النساء اللواتي أنهين تعليمهن الثانوي يشهدن معدلات وفيات رضع أقل بنسبة 40-50% من النسبة التي تشهدها الأقل تعليماً. كذلك تنخفض معدلات وفيات الأطفال في سن صغيرة للأمهات الأصغر سناً. وقد انخفض معدل وفيات الفترة المحيطة بالولادة منذ عام 2003.
معدلات وفاة الأمومة في مدغشقر أقل من المتوسط في أفريقيا جنوب الصحراء الكبرى؛ إذ تبلغ 498 حالة وفاة من كل 100,000 ولادة حية، وقد ظل معدل الوفيات مستقراً فيما بين 2000 و2009.وقد تأثر هذا المعدل بعوامل عديدة، وعلى الرغم من أن 86% يتلقين فحوصات ما قبل الولادة، إلا أن 49% منهن لا يتم إخبارهن في حالة وجود مضاعفات، و46% يتلقون أقل من أربع جلسات رعاية ما بعد الولادة. وأغلب النساء تلدن خارج المراكز الصحية، وعدد من يتلقين مساعدة أثناء الولادة في انخفاض. وفقاً لشارب وكروس فإن 35% ممن تلدن خارج المراكز الصحية لا تتلقين رعاية صحية، والإجهاض بسبب الحمل غير المرغوب فيه يعد أحد أهم العوامل.

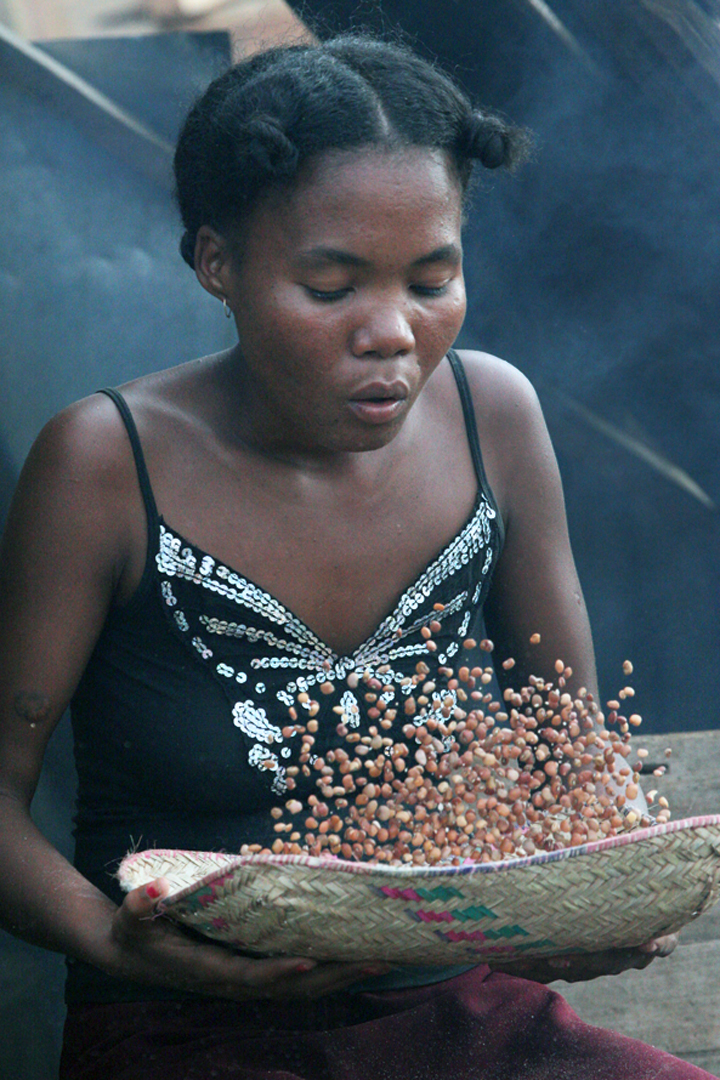
سيدة ملغاشية تقوم بتحضير الفول السوداني

## الاقتصاد

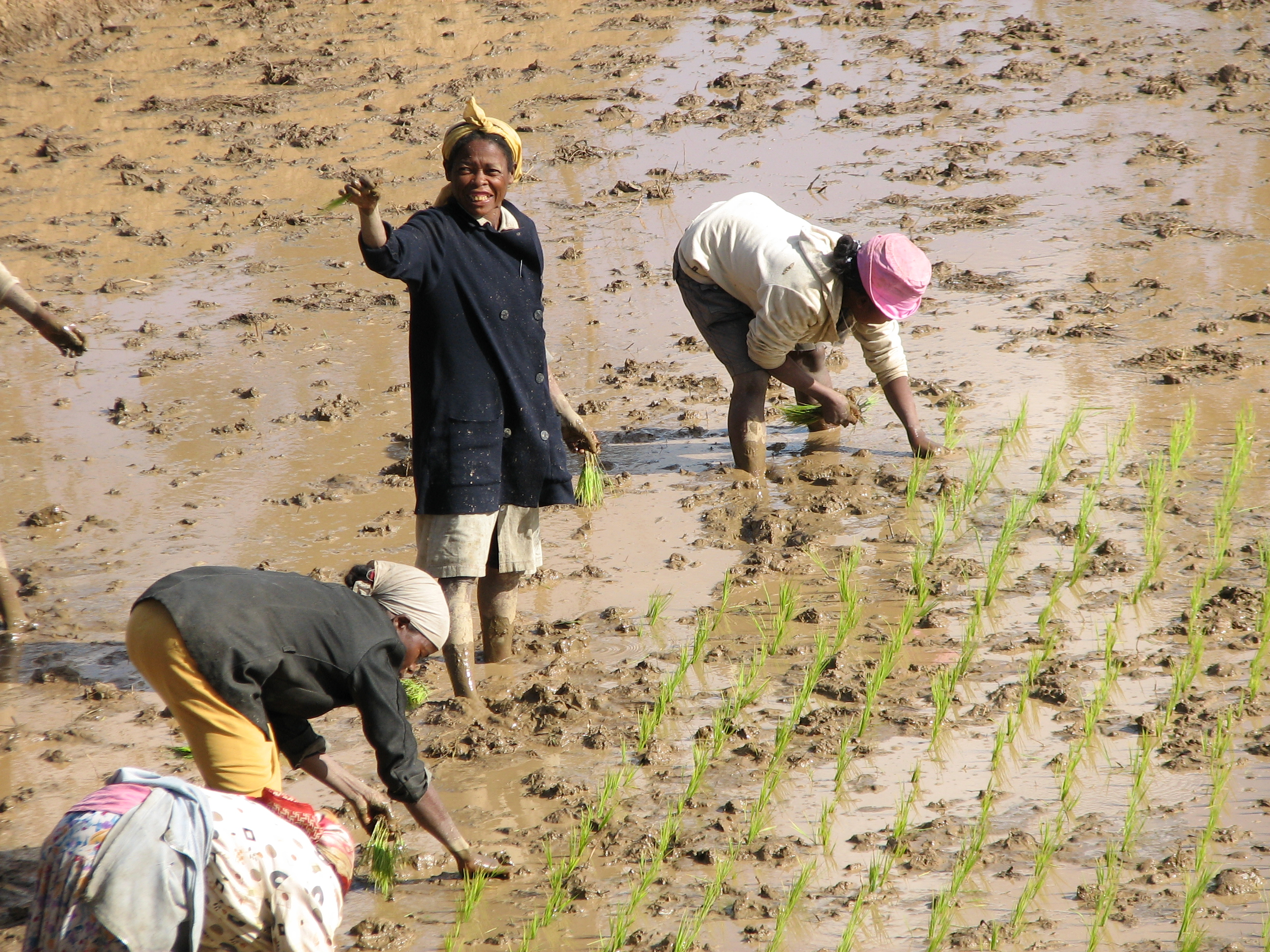
ملغاشيات يقمن بزراعة الأرز)

تنفق الملغاشيات من الطبقة المتوسطة والغنية وقتاً طويلاً في الطبخ، وقد يعملن على تحضير البفرة والأرز والذرة. تعمل النساء الأكثر فقراً في زراعة الأرز مع الذكور رغم أنهن في الغالب يعملن على زراعة محاصيل الحقل الجاف. وخارج موسم الحصاد قد يعملن على إنتاج وبيع سلع أخرى لكسب الدخل لأسرهن.
تشارك النساء الملغاشيات في المزارعة. وبعضهن -كالمطلقات أو مالكات الأراضي- يقمن باستئجار العمال من أقاربهن أو من غيرهم، بينما تعمل الأخريات في المزارعة من أزواجهن، ومع ذلك لا يتم حساب المرأة المزارعة بشكل مستقل عن زوجها.

## المساواة بين الجنسين
يحظر التمييز على أساس الجنس من قبل القانون الملغاشي، ومع ذلك وطبقاً لمنظمة التعاون الاقتصادي والتنمية لا زال هناك تمييز بين الجنسين في قانون الميراث، وتصف المنظمة درجة التمييز على أساس الجنس بالمتوسطة تبعاً للمؤشر المعمول به عالمياً.
قانوناً يتمتع الرجال والنساء على السواء بحقوق الملكية، إلا أن بعض المناطق على الساحل الشرقي لمدغشقر تحظر ملكية الأراضي للنساء. ومسموح لهم بامتلاك مشاريعهم الخاصة، ولا يتطلب امتلاكهن للأراضي موافقة أزواجهن، وبشكل عام يتم احترام حرياتهن المدنية. ومع ذلك ففي حالات الاعتداء على الزوجة، يجب على المرأة أن تبلغ الشرطة بنفسها لكي تقوم بعملها. ورغم أن إبلاغ الشرطة أمر نادر، إلا أنه بمقتضى العرف من حق المرأة أن تهجر زوجها وتعيش مع أسرتها.
هناك تصور بأن المرأة المدغشقرية ينبغي عليها التركيز على الطبخ والمزارعة بمساعدة الرجال، لكن لا يتم السماح للمرأة الفقيرة بالعمل في أراضي أناس آخرين.
في حالة الطلاق، يسمح للمرأة بتلقي ثلث ممتلكاتها المكتسبة أثناء الزواج، وقد تختار أيضاً أن تبقي ملكيتها منفصلة أثناء الزواج. وفي حالة وفاة الزوج، تتلقى الأرملة صاحبة الطفل نصف الممتلكات المشتركة، أما إن لم يكن لديها طفل، تتلقى عائلة الزوج المتوفي أغلب التركة.

## صور

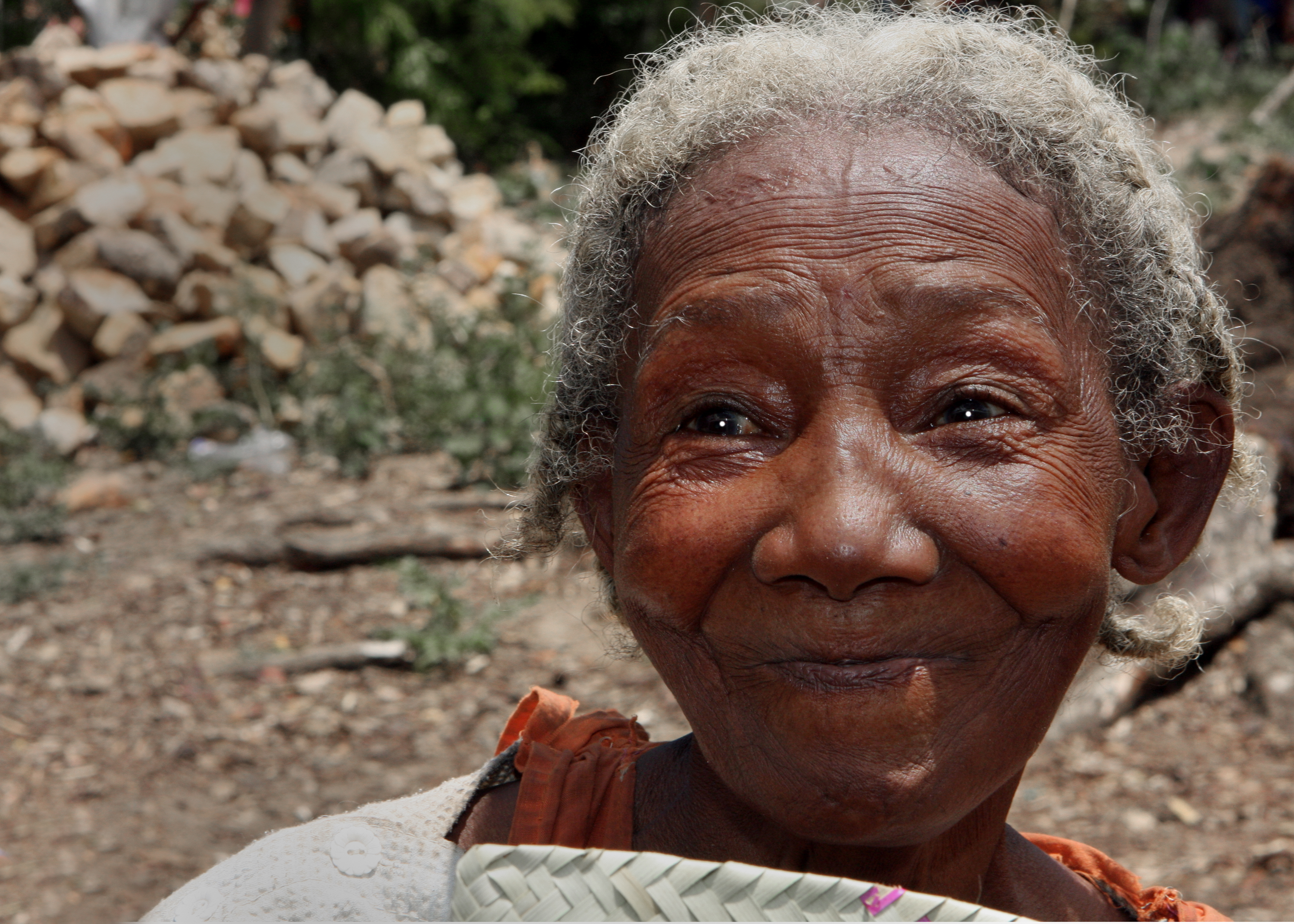
بائعة في مدغشقر
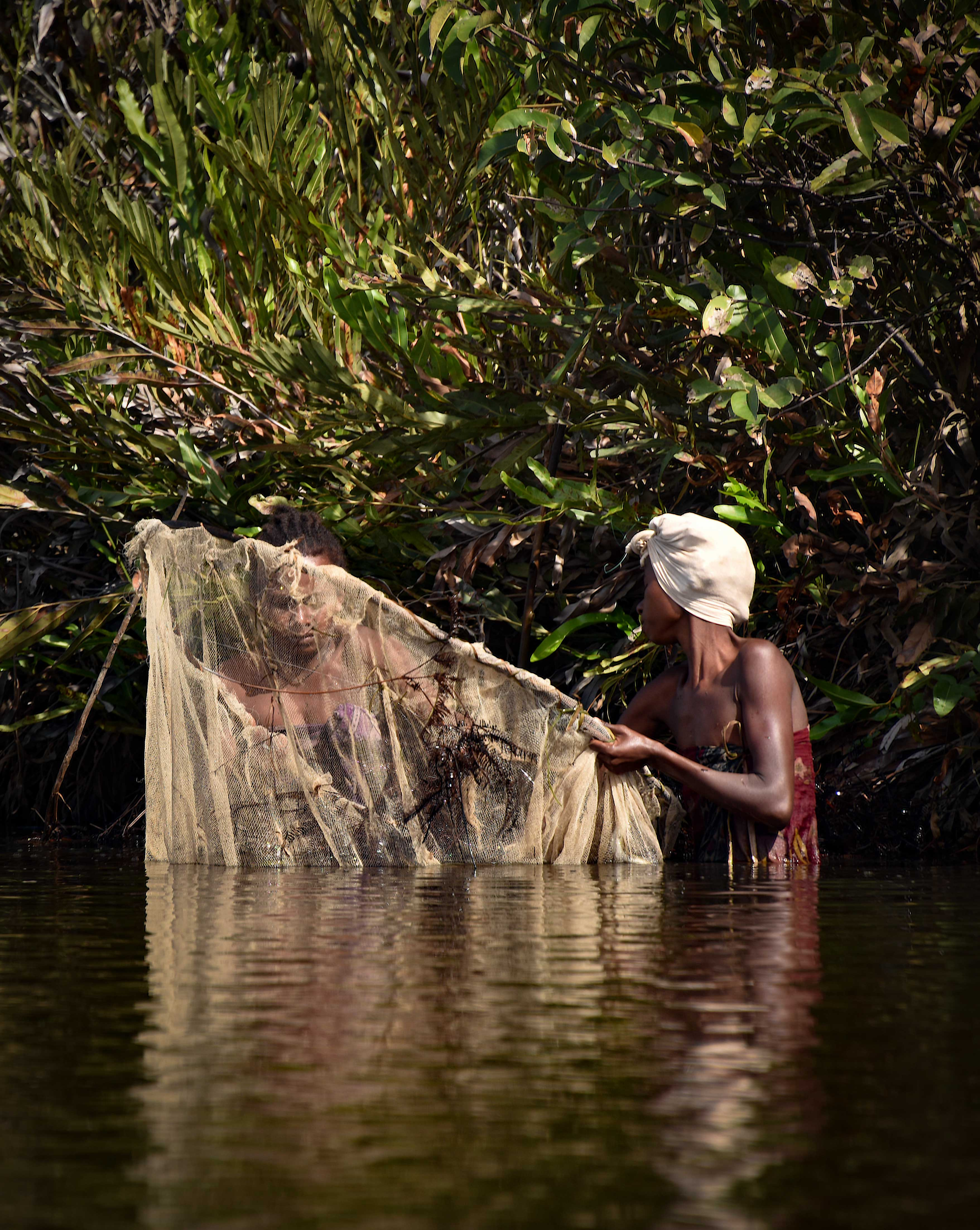
نساء يصطدن السمك عن طريق الشبكة- مدغشقر
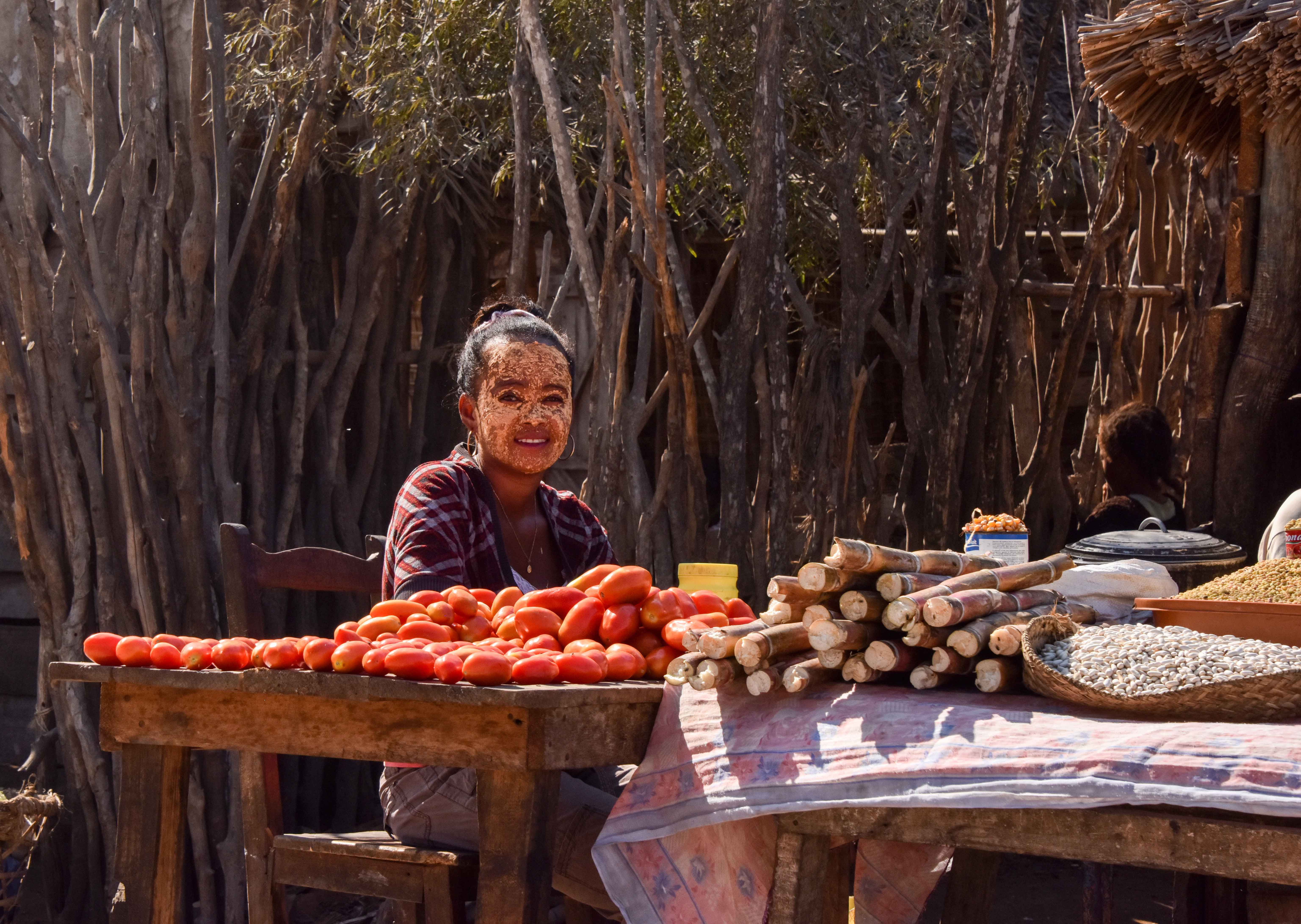
امرأة تبيع المحاصيل في مدغشقر
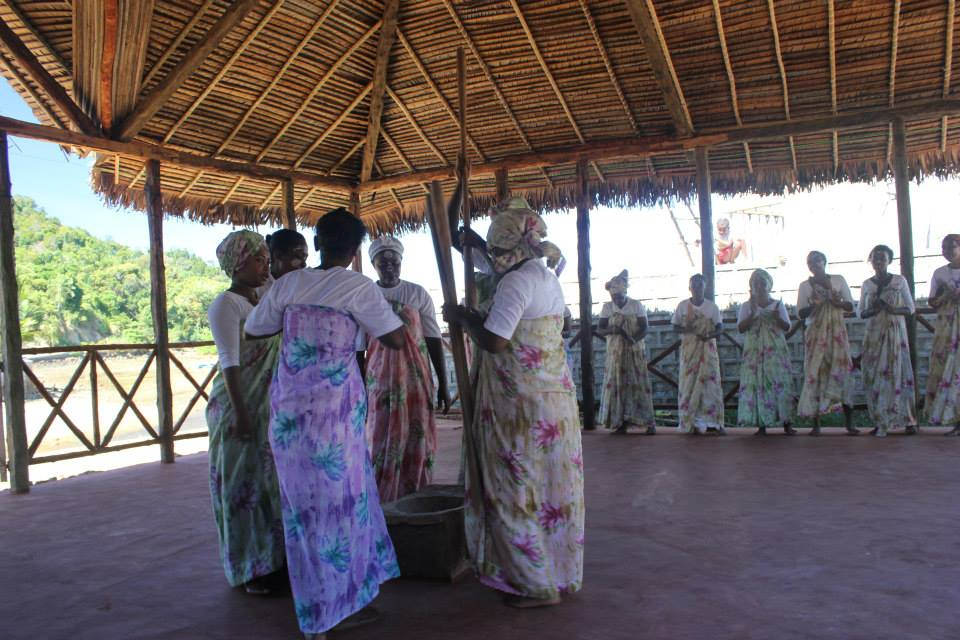
نساء على الشاطئ في مدغشقر
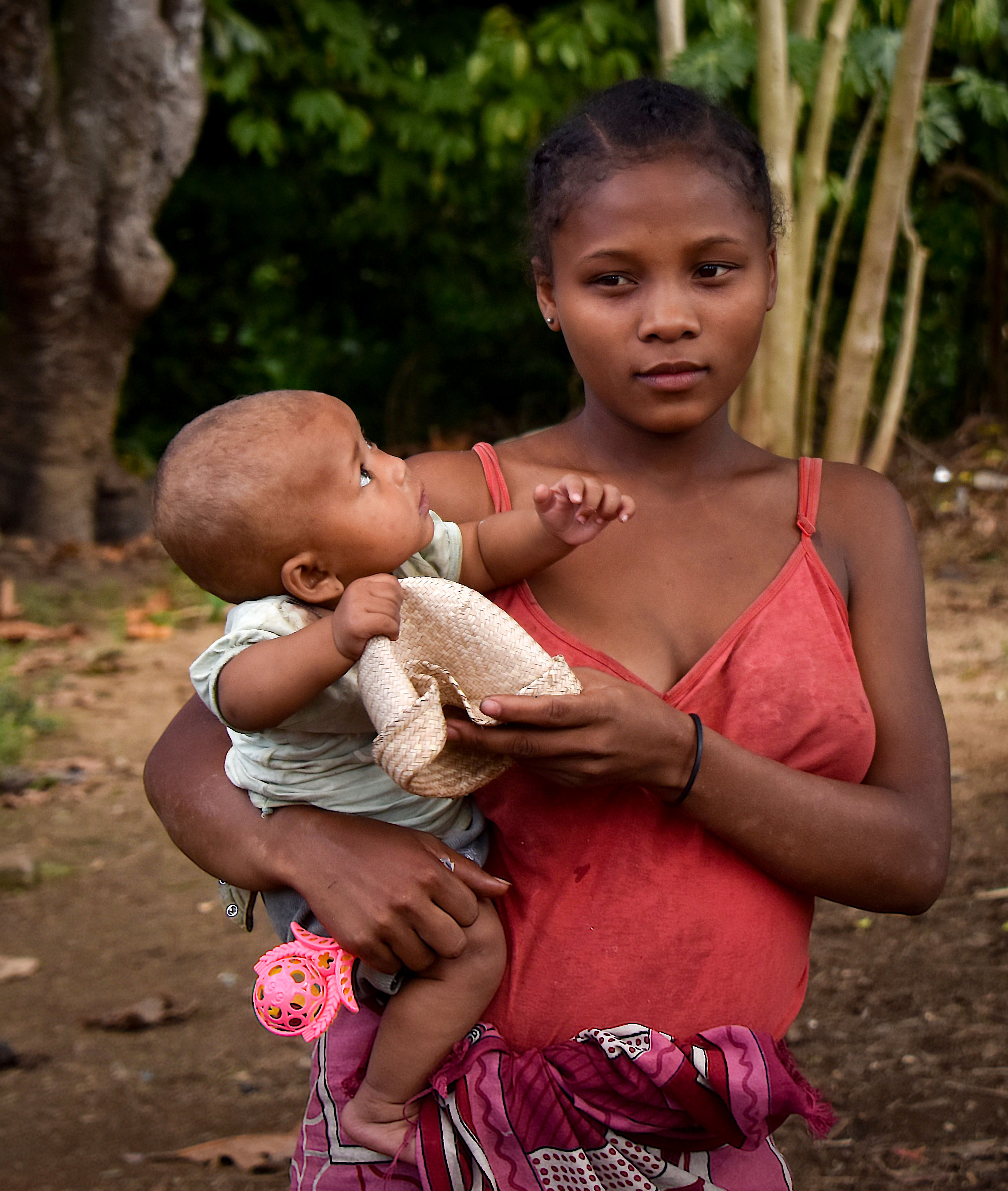
أم وطفلها في مدغشقر
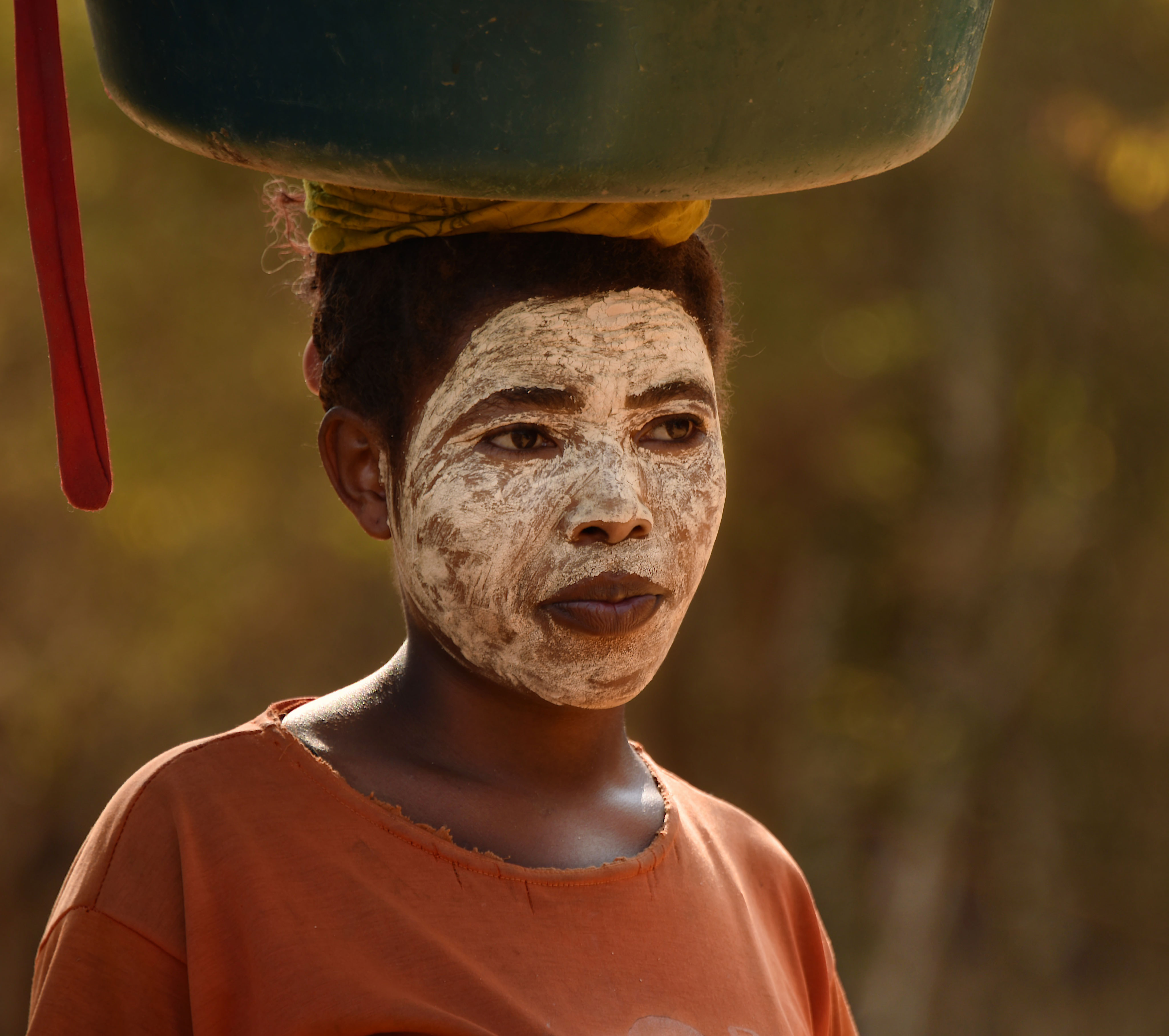
طلاء للوجه من مواد طبيعية لحماية البشرة - مدغشقر
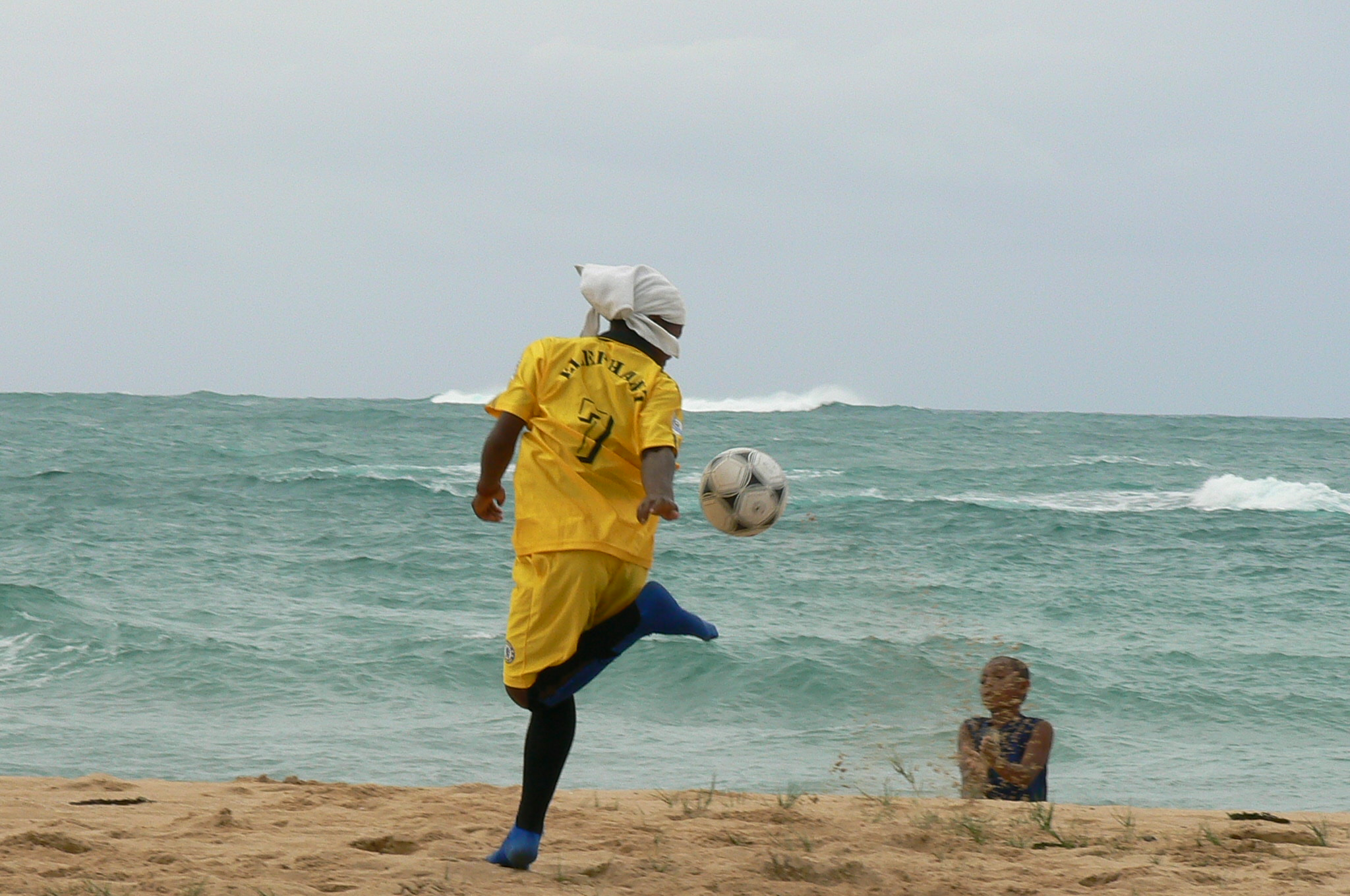
امراة تلعب كرة القدم على الشاطئ في أنتالاها - مدغشقر